# Richard Müller
Richard Müller (Weira, 1880. december 9. – Berlin, 1943. május 11.) német szocialista történész. Eredeti tanult szakmája esztergályos, később szakszervezeti vezető, I. világháború ellenes tömegsztrájkszervező. Az 1918-as német forradalom egyik vezető tanácsmozgalmi szereplője. Az 1920-as években három kötetes művet írt a német forradalom történetéről.

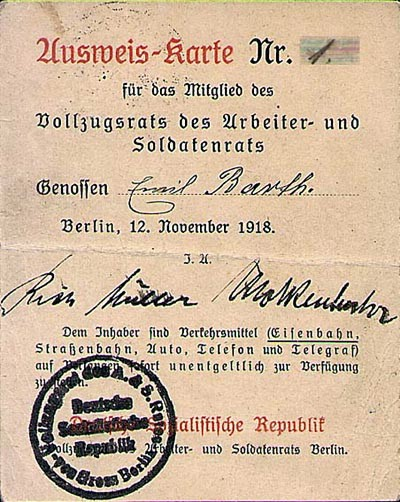
Az 1-es számú tagkönyv Emil Barth, a Berlini Végrehajtó Tanács tagja részére (a német forradalom legmagasabb szintű munkástanácsa); Richard Müller és Brutus Molkenbuhr aláírásával

## Korai évek
Egy Weira nevű, a mai Thüringiában fekvő kis faluban született, apja 1896-os halála után elhagyta otthonát és a fémiparban kezdett dolgozni. Esztergályos szakmát szerzett és 1906 körül tagja volt a Német Fémipari Munkások Szakszervezetének (Deutscher Metallarbeiterverband – DMV). Ugyanezen időtől tagja Németország Szociáldemokrata Pártjának (Sozialdemokratische Partei Deutschlands – SPD) mely ekkoriban európa legnagyobb szocialista pártja volt.

## I. világháború és háborúellenes mozgalom
1914-ben Müller volt az elnöke a Fémmunkás Szakszervezet berlini szekciója agitációs bizottságának. Müller volt felelős Berlin 9.000 esztergályosáért. Amikor a háború elkezdődött, a szociáldemokraták és a szakszervezeti vezetők a háború támogatása, és az imperialista kormánnyal való együttműködés mellett döntöttek. Az esztergályosok alkották a berlini fémmunkások balszárnyát, kritizálták a szocialista szakszervezeti mozgalom nacionalista fordulatát, és vadsztrájkokat kezdtek.
1916-tól 1918-ig a sztrájkok tömegessé váltak, és alapjában véve veszélyeztették a háború politikai támogatását. Müller mint az ún. forradalmi bizalmiak szervezetének feje, vezető aktivistája volt ezen tömegsztrájkoknak. Müllert háromszor tartóztatták le és sorozták be a hadseregbe, de mindig úgy intézte, hogy találjon kivezető utat, és újrakezdje a politikai munkát.
1918-ban a januári sztrájkot követő nagy represszió csapást mért a háborúellenes mozgalomra, Müller és köre egy a közeli hónapokban megvalósítandó fegyveres felkelés terve mellett döntött. Az előkészületek lassan kezdődtek, de 1918 vége felé egyre jobban felgyorsultak, amikor Németország katonai katasztrófája a közvélemény számára is nyilvánvalóvá vált. Müller és az üzemi bizalmik titkos konferenciákat kezdtek, amelyeken Karl Liebknecht, a Spartakus-szövetség és az SPD-ből a háború ellenzése miatt kivált Németország Független Szociáldemokrata Pártja (Unabhängige Sozialdemokratische Partei Deutschlands – USPD) néhány képviselője is részt vett. Liebknecht ezeken a találkozókon a cselekvést sürgette, de Müller és elvtársai a szervezés sokkal pragmatikusabb útján haladtak. A forradalom sikerének biztosítása miatt, minden körülmények közt el akarták kerülni az elhamarkodott akciót.

## A novemberi forradalom
Bár a forradalmi bizalmik Müller  féle berlini koalíciója, a spartakisták, és az USPD voltak a legfelkészültebb csoportok, maga a forradalom a wilhelmshaveni hadiflotta tengerészeinek spontán lázadásával kezdődött. Amikor ezekről az eseményekről szóló hírek Berlinbe értek, a forradalmárok felgyorsították előkészületeiket, és november 9-ére cselekvésre hívtak fel. A műhelybizalmik, amely az egyedüli kiterjedt hálózattal rendelkező baloldali csoport volt a gyárakban, általános sztrájkra és a város központjába szervezett fegyveres tüntetésre hívtak fel.

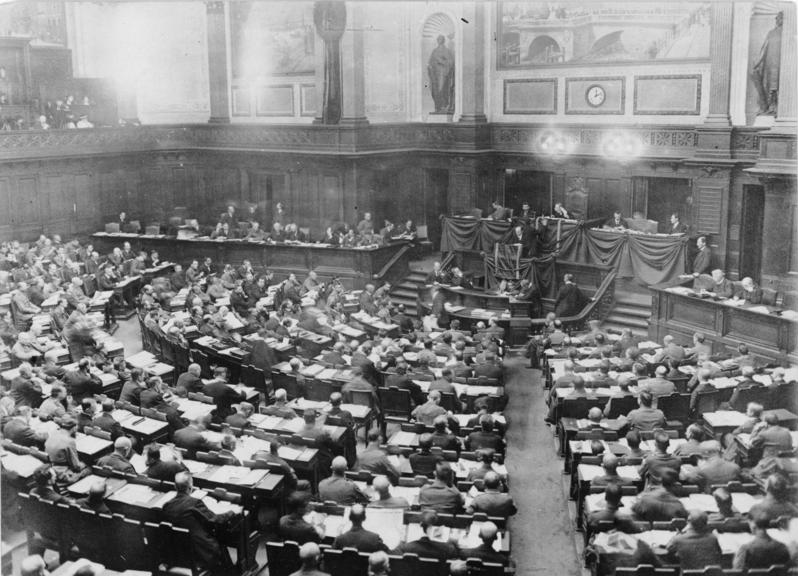
Németország Munkás- és Katonatanácsainak I. Kongresszusa, 1918. december – megnyitó beszéd: Richard Müller

A forradalmárok meglepetéssel vették tudomásul Berlinben, hogy akciójuk jóformán nem ütközött ellenállásba. A forradalom után egy nappal, Müller az elnöke lett a Munkás- és Katonatanácsok Végrehajtó Tanácsának (Vollzugsrat). Ekkor ez volt a legmagasabb szerve az újonnan bejelentett Németországi Szocialista Köztársaságnak, így elméletben Müller az államfő lett. A valóságban viszont a hatalom a szociáldemokrata Friedrich Ebert vezette „forradalmi” kormány, a Népmegbízottak Tanácsa (Rat der Volksbeauftragten) kezében összpontosult. Müller és a még radikálisabb erők a Végrehajtó Tanácsban nagyon gyorsan elvesztették a hatalmat. Csupán két héttel a forradalom után átengedték a hatalmat a Népmegbízottak Tanácsa részére, és 1919 nyarán a Végrehajtó Tanácsot erőszakkal feloszlatták néhány sztrájk után, melyek sikertelenül követelték a kulcsiparágak szocializációját. 1919 tavaszának ezen sztrájkjai a német tanácsmozgalom legnagyobb tömegmozgósítását jelentették, amelyben Müller vezető szerepet játszott. Barátjával, Ernst Däumiggel együtt írtak egy nagyon befolyásos tervezetet, hogyan kellene a tanácskommunizmusnak a gyakorlatban működnie. Akkorra a Munkástanács (Der Arbeiter-Rat) című rendszeres kiadványuk a tanácsmozgalom elméleti orgánuma lett, Müller pedig a főbb szerzők egyike. Az 1919. márciusi sztrájkmozgalmak alatt Richard Müller a nagy-berlini terület sztrájkvezetője volt, és megpróbálta létrehozni az összes munkáspárt egységfrontját, eredménytelenül.

## A kommunista párt
Amikor Németország Kommunista Pártja (KPD) Karl Liebknecht és Rosa Luxemburg vezetésével 1918 szilveszterén megalakult, megpróbálták bevonni Müllert és a forradalmi bizalmikat is, mivel a munkások körében hitelességgel és széles körű üzemi hálózattal rendelkeztek. Bár Müller része volt a szocialista baloldalnak, szimpatizált Liebknechttel, ő és csoportja mégis úgy döntött, hogy nem csatlakozik a párthoz. Az ok a közelgő nemzetgyűlési választások bojkottjának szándéka volt a KPD részéről, illetve a nagy szakszervezetek elhagyása, abból a célból, hogy létrehozzák saját, kommunista szakszervezeti mozgalmukat.
Miután a KPD feladta ultrabaloldali, többé kevésbé szektás politikai irányvonalát, Müller és sok korábbi elvtársa csatlakozott a párthoz 1920 októberében. Ekkorra az USPD kettészakadt, és a baloldali többség teljesen a kommunistákhoz csatlakozott. Ekkorra a tanácsmozgalom már halott volt, és a politikai pártok már újra a szocialista mozgalom fő szervezeteivé váltak.
A KPD-ben Müller lett a vezetője a Birodalmi Szakszervezeti Központnak (Reichsgewerkschaftszentrale), a szakszervezeti ügyek KPD-s központjának. Müller volt felelős a kommunista agitációért és politikáért a német szakszervezetekben. 1921 márciusában elvesztette állását, amikor kritizálta a kudarcba fulladt felkelési kísérletet Thüringiában. Nézete szerint az akció elsietett és rendőrségi provokáció következménye volt. A KPD Központi Bizottsága azonban nem szerette a párton belüli független kritikát és megpróbáltak megszabadulni Müllertől. A Komintern III. Kongresszusán Lenin és Trockij közbelépésének köszönhetően elfogadták Müller és más kritikusok újraintegrálását a KPD-be. Ám amikor a párton belüli harcok később újrakezdődtek, Müller és frakciója elvesztette támogatását Moszkvából és elhagyta a pártot.

## Történész
Miután kitúrták a kommunista mozgalomból, Müller megírta a német forradalom átfogó történetét. Az első kötetet „A császárságtól a köztársaságig” (Vom Kaiserreich zur Republik) 1924-ben publikálta. Egy évvel később két másik kötet követte: „A novemberi forradalom” (Die Novemberrevolution) és a „Polgárháború Németországban” (Bürgerkrieg in Deutschland). Müller művei a német forradalom egyedüli kortárs marxista történetét képezik. Ráadásul bemutatnak egy rendkívüli forrásgyűjteményt, melyet politikai pályája során gyűjtött. Az akadémián azonban következtetéseit marxista nézőpontja miatt többnyire szándékosan figyelmen kívül hagyták. Ez paradox, mivel műveit széles körben használták forrásként a történelmi események többnyire minden mértékadó összegzésében, mivel Müller adta a legrészletesebb belső képet a forradalmi mozgalomról. Kivételes példát jelentenek két német történész, Arthur Rosenberg és Sebastian Haffner munkái, akik nemcsak forrásként használják Müller munkáit, hanem meg is vitatják következtetéseit. Írásait újra felfedezték az 1960-as évek egyetemi mozgalmai, és Müllernek a német forradalomról kifejtett gondolatai erőteljes befolyást gyakoroltak rájuk.

## Visszavonulás a magánéletbe
Müller az 1920-as évek vége felé aktív tagja volt a Német Iparszövetségnek (Deutscher Industrieverband – DIV), mely egy kis kommunista, de antisztálinista, pártkapcsolatok nélküli szakszervezet volt. Kevéssé ismert ottani tevékenysége, 1929-ben elhagyta a szervezetet. Azután építési vállalkozóvá vált. Eredetileg Phoebus néven alapított kiadót könyve megjelentetésére, de egy idő múlva a cég megváltoztatta működési területét, s az építőiparban tevékenykedett. A Phoebus államilag támogatott lakásokat épített munkáscsaládok részére, és Richard Müller nagyon sikeres volt mint a vállalkozás igazgatója. Az 1930-as években milliomos lett, egy idő után abbahagyta az üzletet és nyugdíjba vonult. Kevéssé ismertek utolsó évei, nincs dokumentált nyoma, hogy aktív szereplője lett volna bármilyen antifasiszta megmozdulásnak. Müller 1943. május 11-én, Berlinben halt meg.

## Művei
- Vom Kaiserreich zur Republik; Wien, Malik, 1924–1925
  - Volume 1: Ein Beitrag zur Geschichte der revolutionären Arbeiterbewegung während des Weltkrieges
  - Volume 2: Die Novemberrevolution. Malik-Verlag, Wien, 1924
- Der Bürgerkrieg in Deutschland. Geburtswehen der Republik. Phöbus-Verlag, Berlin, 1925
- mindhárom könyvének újranyomása: Olle & Wolter, Berlin 1979 (Kritische Bibliothek der Arbeiterbewegung, Texte Nr. 3, 4, 5)
- Eine Geschichte der Novemberrevolution (mindhárom mű egy kötetben) Die Buchmacherei, Berlin, 2011. 756 S. ISBN 9783000354007

## Fordítás
- Ez a szócikk részben vagy egészben a Richard Müller (socialist) című angol Wikipédia-szócikk ezen változatának fordításán alapul.  Az eredeti cikk szerkesztőit annak laptörténete sorolja fel. Ez a jelzés csupán a megfogalmazás eredetét és a szerzői jogokat jelzi, nem szolgál a cikkben szereplő információk forrásmegjelöléseként.